# ピレー
ピレー（フランス語: Pirae）とは、フランス領ポリネシアに位置するコミューンである。ソシエテ諸島のウィンドワード諸島のタヒチ島にあり、同島の中心地であるパペーテの郊外に位置している。行政区域としては西にパペーテ、東にアルエを臨む。
このコミューンにはスタッデ・パテル・テ・ホノ・ヌイが位置している。